# Aya RL (czerwona)
Aya RL – debiutancki album polskiego zespołu Aya RL wydany w roku 1985 przez wytwórnię Tonpress. W 1991 album doczekał się reedycji wydanej przez Pomaton.

## Lista utworów

### Pierwsze wydanie, 1985 (Wytwórnia: Tonpress)
Strona A
1. „Księżycowy krok” – 4:40
2. „Nasza ściana” – 5:15
3. „Czy to oni?” – 3:50
4. „Unikaj zdjęć” – 5:00

Strona B
1. „Nie zostawię” – 3:55
2. „Ulica miasta” – 4:30
3. „Polska” – 4:15
4. „Wariant C” – 4:45
5. „Pogo I” – 2:10
6. „Pogo II” – 3:10

### Reedycja, 1991 (Wytwórnia: Kompania Muzyczna Pomaton)
1. „Księżycowy krok” – 4:36
2. „Ściana” – 5:11 ("Nasza ściana")
3. „A ja się ukrywam” – 3:43 ("Czy to oni?")
4. „Unikaj zdjęć” – 4:56
5. „Nie zostawię” – 3:49
6. „Ulica” – 4:31 ("Ulica miasta")
7. „Polska” – 4:15
8. „Wariant C” – 4:47
9. „Pogo I” – 2:11
10. „Pogo II” – 2:50
11. „Skóra” – 4:35
12. „Oczy” – 4:52
13. „Jazz” – 3:43
14. „Skóra (remix)” – 4:37

## Skład

### Podstawowy
- Igor Czerniawski – instrumenty klawiszowe, programowanie, śpiew
- Paweł Kukiz – śpiew, instrumenty perkusyjne
- Jarosław Lach – gitara

### Muzycy dodatkowi
- Robert Milewski – głos w „Nasza ściana”
- Wojciech Morawski – instrumenty perkusyjne w „Skóra (remix)”
- Beata Pater – głos w „Nasza ściana”
- Adam Romanowski – instrumenty perkusyjne w „Nasza ściana”
- Iwona Sierakowska – głos w „Skóra” i „Skóra (remix)”

### Personel
- Walter Chełstowski, Igor Czerniawski – produkcja
- Włodzimierz Kowalczyk – inżynier dźwięku
- Tadeusz Czechak – asystent inżyniera
- Jerzy Płotnicki – inżynier dźwięku w „Skóra”, „Skóra (remix)” i „Jazz”
- Zbigniew Hołdys – remix „Skóry”
- Eugeniusz Szulc – foto i projekt graficzny